# Joaquín Díaz Mena
Joaquín Jesús Díaz Mena (San Felipe, Yucatán; 16 de agosto de 1974), también conocido como Huacho, es un político, ganadero y maestro mexicano, miembro del partido Morena. Desde el 1 de octubre de 2024 se desempeña como gobernador de Yucatán.
Fue presidente municipal de San Felipe por el Partido Acción Nacional entre 2001 y 2004; diputado local por el Distrito 10 al Congreso de Yucatán de 2004 a 2006 y diputado federal al Congreso de la Unión por el distrito 1, de 2006 a 2009 por el mismo partido.
En las elecciones estatales de 2012 fue candidato a gobernador de Yucatán por el Partido Acción Nacional y en las elecciones estatales de 2018 como candidato de Morena, ambas con resultado en contra. Entre 2018 y 2023 se desempeñó como delegado estatal de la Secretaría de Bienestar del gobierno federal en Yucatán. Finalmente, participó en los comicios locales de Yucatán de 2024, resultando electo como Gobernador para el periodo 2024-2030.

## Biografía
Nació en el seno de una familia de clase media el 16 de agosto de 1974 en San Felipe, Yucatán. Fue hijo de Álvaro Jesús Díaz López, un ganadero y político local, y Fanny María Mena Marrufo, una maestra de educación primaria. Su padre fue alcalde de San Felipe en dos ocasiones por el Partido Revolucionario Institucional.
Estudió la primaria en San Felipe, en la escuela "José Ma. Morelos y Pavón", y la secundaria en Tizimín en la escuela "Miguel Barrera Palmero"; más tarde emigró a Mérida para estudiar en la "Prepa Yucatán" e ingresar al Instituto Tecnológico de Mérida donde estudió su carrera profesional, en la cual obtuvo el título de la licenciatura en administración de empresas turísticas en hotelería y restaurante en 1998.
Aprendió a tocar guitarra en la preparatoria y le enseñó a sus hermanos; esta pasión la comparte con su hermana, María Díaz Mena, más conocida como María San Felipe, quien se dedicó a la músca. Durante su juventud, fue maestro de guitarra y de inglés en escuelas de Calotmul, Tizimín y Río Lagartos.

### Vida personal
Está casado con Wendy Yamile Méndez Naal, oriunda también de San Felipe, desde el año 2000, con quien tiene a dos hijos, Joaquín y Julián.

## Carrera política

### Primeros años
Intentó postularse para alcalde de San Felipe en 1998 y 2001 por el Partido Revolucionario Institucional, sin embargo, le negaron la candidatura, por lo que decidió cambiarse de partido y postularse en el 2001 por el Partido Acción Nacional.
Fue presidente municipal de San Felipe entre los años 2001 a 2004, diputado local por el X Distrito, en aquél entonces con cabecera en Tizimín, Yucatán del 2004 al 2006, diputado federal por el I Distrito con cabecera en Valladolid, Yucatán, del 2006 al 2009; y, por nombramiento del entonces presidente Felipe Calderón Hinojosa, delegado de la SEP del 2009 al 2011. Fue consejero estatal y consejero nacional del Partido Acción Nacional de 2010 a 2012.

### Candidato a gobernador de Yucatán en 2012
Fue postulado por el PAN como su candidato a la gubernatura de Yucatán para las elecciones estatales de 2012. Huacho fue el primer candidato a gobernador del PAN originario del interior del estado. Sus contrincantes fueron Rolando Zapata Bello, del Partido Revolucionario Institucional; Eric Villanueva Mukul, del Partido de la Revolución Democrática; y Olivia Guzmán Durán, de Nueva Alianza. En la elección, resultó ganador Rolando Zapata Bello.
| \| Elecciones de 2012 \| Elecciones de 2012 \| Elecciones de 2012 \| Elecciones de 2012 \| Elecciones de 2012 \| \| ------------------ \| ------------------ \| ------------------ \| ------------------ \| ------------------ \| \| Partido político \| Partido político \| \| Votos \| Votos \| \| PRI, PVEM y PSY \| PRI, PVEM y PSY \| \| 530 777 \| 530 777 \| \| PAN \| PAN \| \| 429 046 \| 429 046 \| \| PRD, MC y PT \| PRD, MC y PT \| \| 56 238 \| 56 238 \| \| NA \| NA \| \| 9 060 \| 9 060 \| \| Fuente: IEPAC \| \| \| \| \| |                  |  |         |         |
| Elecciones de 2012 |                  |  |         |         |
| Partido político | Partido político |  | Votos   | Votos   |
| PRI, PVEM y PSY | PRI, PVEM y PSY  |  | 530 777 | 530 777 |
| PAN | PAN              |  | 429 046 | 429 046 |
| PRD, MC y PT | PRD, MC y PT     |  | 56 238  | 56 238  |
| NA | NA               |  | 9 060   | 9 060   |
| Fuente: IEPAC |                  |  |         |         |

### Diputado federal plurinominal de 2015 a 2018
En enero de 2015 fue designado como candidato a diputado por el Comité Ejecutivo Nacional del PAN por el principio de representación proporcional, en un proceso interno en el que se impuso al entonces alcalde de la ciudad de Mérida, Yucatán, el joven Renán Barrera Concha. Huacho fue electo diputado federal, cargo que desempeñó de 2015-2018.

### Renuncia al PAN en 2018
Díaz Mena intentó ser candidato a gobernador por segunda ocasión por el Partido Acción Nacional, pero fue superado por el presidente municipal de Mérida,Mauricio Vila. Posteriormente intentó ser candidato a senador sin lograrlo. A partir de eso, renunció al Partido Acción Nacional después de 17 años de militancia siendo invitado por el entonces candidato presidencial de Morena, Andrés Manuel López Obrador para abanderar a ese partido político en dicha entidad.

### Candidato a gobernador de Yucatán en 2018
Fue elegido como candidato a gobernador del Movimiento Regeneración Nacional por la coalición Juntos Haremos Historia para las elecciones que se celebraron el 1 de julio de 2018, en donde resultó ganador Mauricio Vila Dosal. Díaz Mena obtuvo el tercer lugar con el 20.46% del sufragio electoral, detrás de Mauricio Sahui Rivero del Partido Revolucionario Institucional que obtuvo el 36.09% y de Mauricio Vila Dosal del Partido Acción Nacional, quien recibió el 39.60% de los votos
| \| Elecciones de 2018 \| Elecciones de 2018 \| Elecciones de 2018 \| Elecciones de 2018 \| Elecciones de 2018 \| \| --------------------- \| ------------------ \| ------------------ \| ------------------ \| ------------------ \| \| Partido político \| Partido político \| \| Votos \| Votos \| \| PAN y MC \| PAN y MC \| \| 447 573 \| 447 573 \| \| PRI, PVEM y NA \| PRI, PVEM y NA \| \| 409 174 \| 409 174 \| \| MORENA y PT \| MORENA y PT \| \| 231 330 \| 231 330 \| \| PRD \| PRD \| \| 21 968 \| 21 968 \| \| Fuente: IEPAC[15][16] \| \| \| \| \| |                  |  |         |         |
| Elecciones de 2018 |                  |  |         |         |
| Partido político | Partido político |  | Votos   | Votos   |
| PAN y MC | PAN y MC         |  | 447 573 | 447 573 |
| PRI, PVEM y NA | PRI, PVEM y NA   |  | 409 174 | 409 174 |
| MORENA y PT | MORENA y PT      |  | 231 330 | 231 330 |
| PRD | PRD              |  | 21 968  | 21 968  |
| Fuente: IEPAC |                  |  |         |         |

Después del proceso electoral fue designado por el entonces presidente López Obrador, para ser Coordinador Estatal de los Programas de Desarrollo del Estado de Yucatán.

### Candidato a gobernador de Yucatán en 2024
En 2024, Díaz Mena resultó por segunda ocasión nominado candidato a gobernador del Estado, por la coalición "Sigamos Haciendo historia", la cual estuvo integrada por los partidos Morena, Partido del Trabajo (PT) y Partido Verde Ecologista de México (PVEM), resultando ganador con un total de 624 394 votos. 
El 9 de junio de 2024, recibió la constancia de validez como gobernador electo, por parte del Instituto Electoral y de Participación Ciudadana (IEPAC) de Yucatán. 
| \| Elecciones de 2024 \| Elecciones de 2024 \| Elecciones de 2024 \| Elecciones de 2024 \| Elecciones de 2024 \| \| --------------------- \| ------------------ \| ------------------ \| ------------------ \| ------------------ \| \| Partido político \| Partido político \| \| Votos \| Votos \| \| MORENA, PT y PVEM \| MORENA, PT y PVEM \| \| 629 394 \| 629 394 \| \| PAN, PRI y NA \| PAN, PRI y NA \| \| 515 478 \| 515 478 \| \| MC \| MC \| \| 45 115 \| 45 115 \| \| PRD \| PRD \| \| 6 438 \| 6 438 \| \| Fuente: IEPAC[17][18] \| \| \| \| \| |                   |  |         |         |
| Elecciones de 2024 |                   |  |         |         |
| Partido político | Partido político  |  | Votos   | Votos   |
| MORENA, PT y PVEM | MORENA, PT y PVEM |  | 629 394 | 629 394 |
| PAN, PRI y NA | PAN, PRI y NA     |  | 515 478 | 515 478 |
| MC | MC                |  | 45 115  | 45 115  |
| PRD | PRD               |  | 6 438   | 6 438   |
| Fuente: IEPAC |                   |  |         |         |

### Gobernador de Yucatán (2024 - actualidad)
Tomó protesta como gobernador constitucional el 1 de octubre de 2024.

#### Políticas públicas

##### Educación
En campaña como candidato, propuso la creación de nuevas universidades en el interior del estado. También propuso la creación de la Universidad Virtual del Estado de Yucatán.

##### Salud
Durante su campaña como candidato, propuso la adhesión de Yucatán a IMSS-Bienestar. En octubre de 2024, el gobernador y la responsable de la Secretaría de Salud de Yucatán, Judith Ortega, confirmaron la incorporación del estado al convenio, estipulada para el año 2025.
En febrero de 2025 se inició la estrategia "Aliados por la Vida", enfocada en la prevención y atención de problemáticas sociales como adicciones, salud mental y suicidio.

##### Medio ambiente
Durante su administración, se ha presentado un conflicto entre propietarios particulares y habitantes de zonas costeras cercanas a Mérida. Asimismo, durante su gestión, se formalizaron acuerdos con la SEMARNAT, CONAFOR y PROFEPA con el objetivo de impulsar políticas públicas orientadas a la preservación del manto freático y la reforestación de manglares, bosques y selvas.
El 11 de marzo de 2025, residentes del pueblo de Sisal se manifestaron con relación a la tala de manglar en una superficie de 2,3 hectáreas, Posteriormente, se produjo un enfrentamiento con 300 elementos de la Secretaría de Seguridad Pública que acudieron al lugar. El gobernador sostuvo una reunión con el comisario ejidal de Sisal, Irineo Novelo Esquivel, para abordar los acontecimientos. Adicionalmente, se anunció un proyecto de construcción de viviendas en áreas costeras de Yucatán, con el fin de beneficiar a la población local. En el contexto de estos conflictos, generó controversia la titular de la Secretaría de Desarrollo Sustentable, Federica Quijano, conocida por su participación previa en el grupo musical Kabah, debido a su continuidad en actividades musicales durante su desempeño en el servicio público; ante esta situación, presentó su renuncia el 9 de abril de 2025, siendo reemplazada en el cargo por Neyra Silva.

##### Equidad de género
El 10 de enero de 2025 se registraron despidos en la Secretaría de las Mujeres en las ciudades de Mérida y Tizimín. Ante esta situación, la Comisión de Derechos Humanos de Yucatán (CODHEY) emitió una medida cautelar por violencia de género al interior de la Secretaría de las Mujeres. La titular de la Secretaría, Sisely Burgos, recibió el respaldo del gobernador, a pesar de un antecedente de 2021 relacionado con violencia contra su personal cuando se desempeñaba como delegada de la Procuraduría del Consumidor. Debido a estos sucesos, tres funcionarias de alto rango presentaron sus renuncias por diferencias con las acciones de la titular de la Secretaría.
El 8 de marzo de 2025, se organizaron marchas para conmemorar el Día Internacional de la Mujer en diversas localidades del estado, destacando Mérida, Kanasín, Conkal y Yaxkukul; en Mérida la concentración se estimó en alrededor de 8 mil personas. La marcha comenzó en el Parque de la Mejorada y se dirigió hacia la Plaza Grande, frente al Palacio de Gobierno, donde se encontraron elementos de la Secretaría de Seguridad Pública que emplearon gas pimienta durante la manifestación, así como uso de agua a presión. En respuesta, el Gobierno de Yucatán emitió un comunicado en el que reiteró su respeto al derecho a la libre expresión y manifestación de las mujeres, señalando que la prioridad fue la contención sin represión.